# Eulogio Tapia Olarte
Eulogio Tapia Olarte (*Acomayo, Cusco, 1916 - † Lima, 27 de octubre de 1996) fue un intelectual, abogado y político peruano. Fundador del Partido Aprista Peruano (1924) con 8 años de edad.

## Biografía
Eulogio Tapia Olarte cursó sus estudios escolares en el Colegio Nacional de Ciencias del Cusco. Estudió Derecho, graduándose de abogado y Doctor en Letras por la Universidad Nacional San Antonio Abad del Cusco. Ejerció la docencia universitaria, fue Decano de la Facultad de Letras, Director de Extensión Universitaria, Director de la Revista y del Boletín Universitario. Fue fundador de la cátedra de Periodismo.
Estuvo casado y tuvo 3 hijos (un hombre y dos mujeres)
En 1930 participa en la fundación del Partido Aprista Peruano, siendo Secretario General en el Cusco. En las elecciones generales de 1963 fue elegido Diputado por Cusco.

## Obras
- Cinco grandes escritores cuzqueños en la literatura peruana, 1946.